# Charles Peignot
Pour les articles homonymes, voir Peignot.
Charles Armand Peignot, né le 16 août 1897 à Paris (6e arrondissement) et mort le 1er novembre 1983 dans la même ville, est le gérant de la fonderie de caractères Deberny et Peignot de 1952 à 1974. Il fonde et dirige une revue renommée d'arts graphiques, Arts et Métiers graphiques (1927-1939). Il est également à l'origine de l'Association typographique internationale (ATypI).

## Biographie
Il est le fils de Georges Peignot (1872-1915), gérant de la fonderie G. Peignot et Fils, fleuron de la typographie française de l'époque, d'où sont issus de nombreux caractères en usage au début du XXe siècle et au-delà. Charles Peignot entre dans l'entreprise familiale en 1919, après la mort de son père en 1915.
En 1923, la société Deberny et Peignot est créée à la suite de la fusion avec la société Girard et Cie qui détient les matrices de la société Deberny. Directeur artistique de 1923 à 1939, Charles Peignot en devient le dernier directeur général, de 1952 à 1974, avant sa disparition. Il travaille avec Cassandre, auteur des polices Bifur (1928), Acier noir (1936) et Peignot (1936).
En 1952, il fait entrer dans l'entreprise Adrian Frutiger, concepteur de polices et directeur artistique. Il s'intéresse à l'évolution du métier, constate l'inéluctable disparition du plomb et se lance, dès 1954, dans le développement de la photocomposition. Escomptant surtout les possibilités qu'elle offre en termes de création, il achète les droits d'une photocomposeuse inventée par des ingénieurs français, la Lumitype, et tente de la fabriquer en série. Mais des difficultés financières l'en empêchent et la fonderie disparaît en 1974.
Charles Peignot est surtout intéressé par la revue Arts et métiers graphiques (AMG), qu'il créée en 1927 sur les conseils de Gustave de Malherbe et de Lucien Vogel, et qu'il édite jusqu'en 1939. En 1957, il est à l'origine de l'Association typographique internationale.
Sa sœur, Colette Peignot (1903-1938), est connue pour son œuvre littéraire douloureuse et fulgurante (sous le pseudonyme de Laure, que lui avaient donné Michel Leiris et Georges Bataille). Il s'oppose violemment à l'édition de ses écrits en 1971.
Il se marie deux fois, la première fois avec Suzanne Rivière, cantatrice, égérie de Francis Poulenc, qui lui donne trois enfants (dont Jérôme Peignot, écrivain, poète, et spécialiste de la typographie, et Rémy Peignot, graphiste); la seconde fois avec l'actrice Emmy Lynn.
Il est décrit par Georges Bataille, dans La vie de Laure, comme un fêtard  adepte « des orgies parisiennes (…) dont on m'avait parlé bien des fois ». Il semble qu'il se soit assagi après son second mariage : « Il est certain que mon ex-beau-père a organisé chez lui des parties carrées, mais seulement jusqu'en 1932 (sic). Cette année-là, il a épousé l'actrice Emmy Line (sic) qui lui a mis le grappin dessus parce qu'elle voulait s'embourgeoiser ».

## Prix Charles-Peignot
Le prix Charles-Peignot for Excellence in Type Design est un prix international destiné à récompenser un créateur de caractères typographiques de moins de 35 ans pour son apport significatif à cette discipline. Depuis 1982, il est décerné tous les quatre ou cinq ans, par un jury de membres de l'Association typographique internationale (ATypI).

## Sources
- Maximilien Vox, Charles Peignot et son temps dans Communication et langages n° 14 (1972), pages 45–61.
- (fr + en + de) Friedrich Friedt, Nicolaus Ott et Bernard Stein, Typographie : quand, qui, comment ; Typographie : wann, wer, wie ; Typography : when, who, how, Cologne, Könemann, 1998, 592 p. (ISBN 3-89508-473-5).
- (fr) Alan Marshall (préf. Henri-Jean Martin), Du plomb à la lumière. La Lumitype-Photon et la naissance des industries graphiques modernes, Paris, éd. MSH, 2003, 427 p. (ISBN 2-7351-1009-5, présentation en ligne).